# Fred Goessens
Fred Goessens (Maastricht, 5 december 1953) is een Nederlands acteur. 

## Biografische schets
Goessens groeide op in Maastricht. Zijn ouders hadden een bekend café in die stad. Op de middelbare school begon hij met toneelspelen. Het was dan ook niet meer dan logisch dat hij daarna naar de Toneelacademie Maastricht ging. Toen hij na een jaar die opleiding moest verlaten omdat hij "te bourgondisch" zou zijn, stortte zijn wereld in.
Na wat omzwervingen vestigde hij zich in Utrecht, waar hij bij diverse gezelschappen speelde. Daar werd hij ontdekt door Gerardjan Rijnders en Hans Kemna, die hem naar Amsterdam haalden. Goessens is sinds de oprichting in 1987 verbonden aan Toneelgroep Amsterdam en speelde in diverse producties van dit gezelschap een rol.
Naast zijn toneelwerk is Goessens actief als filmacteur met rollen in speelfilms als Oude Tongen (1994), De jurk (1996), Karakter (1997), Spion van Oranje (2009), Het Geheim (2010) en de korte film Broeders (2011).
In 2007 speelde hij een gastrol in Flikken Maastricht als Frits Smit in de aflevering 'Een zaak met een luchtje'.

## Filmografie
- 1991 Werther Nieland
- 1992 De bunker - Freekenhorst
- 1993 Recht voor z'n raap - Hoofdinspecteur Groen
- 1994 Oude Tongen - Ab Mossel
- 1994 Seth & Fiona - Kok
- 1996 De jurk - Ovenist
- 1996 Mijn moeder heeft ook een pistool - Philip
- 1997 Karakter - Schuwagt
- 1997 Sterker dan drank - Vader
- 2000 Baantjer - René Grenier
- 2000 Mariken - Man
- 2000 Russen - Bertelman
- 2001 Wet & Waan - Pasman
- 2001 Goede daden bij daglicht - Bakker
- 2002 Echt waar
- 2002 Hartslag - Hans Lans
- 2003 Het wonder van Máxima - Agent Polt
- 2003 Russen - J.P. Marat
- 2004 Het zuiden - Oorlogsman
- 2004 Bluebird - Dramadocent
- 2004 Nasi - Jan
- 2004 Dunya & Desie - Hoofdredacteur
- 2005 Grijpstra & De Gier - Meindert Vermeer
- 2005 Enneagram - Rector internaat
- 2005 De griezelbus - Ferluci
- 2006 Shouf Shouf! - Cor
- 2007 Flikken Maastricht - Frits Smit
- 2007 De co-assistent - Meneer Steenbrink
- 2008 Morrison krijgt een zusje - Boer
- 2008 Het Zusje van Katia - Leraar
- 2008 Taxi 656 - Cor Akkerman
- 2009 Spion van Oranje - Dekker
- 2010 Joy - Hulpverlener opvanghuis
- 2010 S1NGLE - Reinout
- 2010 Sint - Barman
- 2010 Het geheim - Burlage
- 2011 Levenslied - Vader Vreeland
- 2011 De bende van Oss - Klant
- 2011 Broeders - Sieger sr.
- 2011 Seinpost Den Haag - Wethouder Smit
- 2012 Van God los
- 2013 Aaf - Henk
- 2013 De prooi - Leon Melchior
- 2013 Overspel - Van Leijden
- 2014 Ramses - Zwerver
- 2014 Smeris - Meneer van Vechel
- 2015 De Fractie - Paul de Vlister
- 2015 Fallax odor - Zwerver
- 2016 Heer & Meester - Smit-Henk
- 2016 Flikken Rotterdam - Dhr. Timofeeff
- 2016 Project Orpheus - Piet Kee
- 2020 Kerstgezel.nl - Dirk
- 2021 The Spectacular - Joep Henriks
- 2022 Zenith II - Conciërge Bob
- 2024 Zussen - Tom van Dijk

## Toneelgroep Amsterdam
- 1987: Edward ll
- 1988: In de eenzaamheid van de katoenvelden
- 1988: Terug in de woestijn
- 1988: Koningin Frambozenrood
- 1988: Hinderlaag
- 1989: Mein Kampf
- 1989: Kras
- 1989: Lulu
- 1990: King Lear
- 1990: Werther Nieland
- 1990: Bal
- 1990: Andromache
- 1991: Bij Jules en Alice
- 1991: Anne Frank, de tentoonstelling
- 1991: Negerlawaai
- 1991: Roberto Zucco
- 1991: Variété
- 1992: Vastgoed bv
- 1992: Liefhebber
- 1992: Bergtaal / partytime / de nieuwe wereldorde
- 1993: Verre Vrienden
- 1993: De mooie onbekende
- 1993: Cocktail
- 1994: Richard lll
- 1994: Maanlicht
- 1994: Maria doet de was
- 1994: Klaagliederen
- 1995: Momenten van geluk
- 1995: De val van Mussolini
- 1995: Rouwkost
- 1996: Prometheus
- 1996: 't is geen vioolconcert
- 1996: De Drang
- 1998: Herakles
- 1998: BUFF (liefhebber)
- 1998: Zes personages op zoek
- 1999: Dark Lady
- 1999: Een ideale vrouw
- 1999: Over de mol die wil weten... wie er op zijn kop heeft
- 1999: Kwartetten
- 2000: Zonder Titel
- 2001: Macbeth
- 2001: True Love
- 2001: John Gabriel Borkman
- 2002: De koopman van Venetië
- 2003-'15: Othello
- 2003: Drie Zusters
- 2004 '10: Kruistochten
- 2005-'13: Het temmen van de feeks
- 2005-'08: Perfect Wedding
- 2006: Hemel boven Berlijn
- 2007: Tragedie
- 2007-'14: Romeinse Tragedies
- 2007: Britannicus
- 2008: Naar Damascus
- 2008: Rocco en zijn broers
- 2009-'11: A-K-O
- 2009-'11: Antonioni Project
- 2010: Zomertrilogie
- 2010-'13: Al mijn zonen
- 2011-'12: Spoken
- 2011-'14: De Russen!
- 2011-'14: De Vrek
- 2012: Na de zondeval
- 2012-'13: Macbeth
- 2014-'15: De Entertainer
- 2014-'16: Een bruid in de morgen
- 2014-'18: Medea
- 2015-'18: Kings of war
- 2016-'17: De Welwillenden
- 2016: Liliom
- 2016-'18: De dingen die voorbijgaan
- 2017-'18: Ibsen huis
- 2018: Oedipus
- 2018-'19: Het hout